# Brachiacantha albifrons
Brachiacantha albifrons är en skalbaggsart som först beskrevs av Thomas Say 1824.  Brachiacantha albifrons ingår i släktet Brachiacantha och familjen nyckelpigor. Inga underarter finns listade i Catalogue of Life.